# Spherillo societatis
Spherillo societatis là một loài chân đều trong họ Armadillidae. Loài này được Maccagno miêu tả khoa học năm 1932.